# Provincia de Concepción (Chile, 1826-1974)
La provincia de Concepción fue una antigua división político administrativa de Chile.

## División
Creada el 30 de agosto de 1826, con las Leyes Federales, se crea la provincia de Concepción, juntos con otras 7 (Coquimbo, Aconcagua, Santiago, Colchagua, Maule, Valdivia y Chiloé).
La provincia quedó configurada de la siguiente forma:
| Delegación | Cabecera         |
| ---------- | ---------------- |
| Concepción | Concepción       |
| Chillán    | Chillán          |
| Coelemu    | Coelemu          |
| Lautaro    | Colcura          |
| Rere       | San Luis Gonzaga |
| Puchacay   | Florida          |
| La Laja    | Los Ángeles      |

En la Constitución de 1828, se establece de la división de Chile, en ocho provincias. (Coquimbo, Aconcagua, Santiago, Colchagua, Maule, Concepción, Valdivia y Chiloé).
Con la Constitución de 1833, la división político administrativa es la siguiente;
En un primer nivel están las provincias, regidas por un intendente. Estas se dividían en departamentos (regidos por gobernadores). A su vez, los departamentos se dividían en subdelegaciones (regidas por un subdelegado) y estas últimas en distritos, a cargo de inspectores.
| Departamento | Cabecera    |
| ------------ | ----------- |
| Concepción   | Concepción  |
| Chillán      | Chillán     |
| Coelemu      | Coelemu     |
| Lautaro      | Colcura     |
| Rere         | Rere        |
| Puchacay     | Florida     |
| La Laja      | Los Ángeles |

Durante la década de 1840 se crea el departamento de Arauco y el departamento de Nacimiento. Por ley del 2 de febrero de 1848, se crea la provincia de Ñuble, con el departamento de San Carlos de la provincia de Maule, y el departamento de Chillán de la provincia de Concepción. Hacia  1850, con la creación del departamento de Talcahuano, la provincia queda configurada de la siguiente forma:
| Departamento | Cabecera           |
| ------------ | ------------------ |
| Concepción   | Concepción         |
| Talcahuano   | Talcahuano         |
| Coelemu      | Tomé (1850)        |
| Lautaro      | Santa Juana (1841) |
| Rere         | Rere               |
| Puchacay     | Florida            |
| La Laja      | Los Ángeles        |
| Arauco       | Arauco             |
| Nacimiento   | Nacimiento         |

El 2 de julio de 1852, se crea la Provincia de Arauco, por lo que la provincia de Concepción queda con 6 departamentos:
| Departamento | Cabecera                           |
| ------------ | ---------------------------------- |
| Concepción   | Concepción                         |
| Talcahuano   | Talcahuano                         |
| Coelemu      | Tomé (1850)                        |
| Lautaro      | Santa Juana (1841), Coronel (1865) |
| Rere         | Rere                               |
| Puchacay     | Florida                            |

En el siglo XX, algunos departamentos cambiaron sus nombres y sus capitales. Debido a la Constitución de 1925, se crea la Comuna, cuyo territorio equivale al de una subdelegación completa.
De acuerdo al DFL N° 8.582 del 30 de diciembre de 1927 (D.O. 28.01.1928), en su artículo 1°, define la nueva provincia de Concepción y sus nuevos departamentos: Tomé, Concepción, Yumbel, Coronel y Arauco.
De acuerdo al artículo 2° "los departamentos tendrán por límites los fijados por el decreto-ley número 354, de 17 de marzo de 1925, y sus actuales cabeceras, con las modificaciones siguientes:"
- El departamento de Tomé estará formado por el territorio del actual departamento de Coelemu. Su  cabecera es la ciudad de Tomé;

- El departamento de Concepción estará formado por los antiguos departamentos de Concepción, Talcahuano y Puchacay, menos la comuna de Quillón. Su cabecera será la ciudad de Concepción;

- El departamento de Yumbel estará formado por el territorio del actual departamento de Rere, menos la comuna de Tucapel;

- El departamento de Coronel estará formado por el territorio de los actuales departamentos de Lautaro y Arauco, y por la parte del actual departamento de Lebu, cuyos límites son: al norte, el límite Sur del actual departamento de Arauco; al Este, la cordillera de Nahuelbuta; al Sur, el río Trongol, y al oeste, el río Curanilahue. La cabecera del departamento será la ciudad de Coronel.

- El departamento de Arauco estará formado por el antiguo departamento de Cañete y por el de Lebu, en la parte no comprendida en el departamento de Coronel. Su cabecera es la ciudad de Lebu.

Por lo tanto, así queda configurada la provincia:
| Departamento | Cabecera   |
| ------------ | ---------- |
| Concepción   | Concepción |
| Tomé         | Tomé       |
| Coronel      | Coronel    |
| Yumbel       | Yumbel     |
| Arauco       | Lebu       |

Después de varios ajustes, en los cuales se restituye el departamento de Talcahuano (Ley n.º 5.309 de 4 de diciembre de 1933) y la Provincia de Arauco (Ley N.º 5.401 de 1934), la provincia de Concepción quedó conformada definitivamente:
| Departamento | Cabecera   |
| ------------ | ---------- |
| Concepción   | Concepción |
| Talcahuano   | Talcahuano |
| Tomé         | Tomé       |
| Coronel      | Coronel    |
| Yumbel       | Yumbel     |

## Historia
En el marco del establecimiento de un nuevo sistema de división territorial en Chile durante el siglo XIX, las antiguas intendencias (de Santiago, Concepción, y de Coquimbo) son llamadas provincias. Estas luego son suprimidas, con la Constitución de 1822. 
El 30 de agosto de 1826, con la Leyes federales, se crea la provincia de Concepción, juntos con otras 7 (Coquimbo, Aconcagua, Santiago, Colchagua, Maule, Valdivia y Chiloé). En la Constitución de 1828, se mantiene dicha división de Chile, en ocho provincias.
Con la Constitución de 1833, se consagra como división político administrativa de primer nivel a las provincias, que están divididas en departamentos, subdelegaciones y distritos. Para el caso de la provincia de Concepción estaba dividida en los siguientes departamentos: Concepción, Chillán, Coelemu, Puchacay, Rere, La Laja y Lautaro, al que posteriormente se agrega en la década de 1840, los departamentos de Arauco y Nacimiento, y el departamento de Talcahuano en 1850. En 1848 se crea la provincia de Ñuble, y en 1852 la Provincia de Arauco, con parte de los territorios de la Provincia de Concepción.
Durante el siglo XX algunos departamentos cambiaron sus nombres y sus capitales. Debido a la Constitución de 1925, se crea la comuna, cuyo territorio equivale al de una subdelegación completa. El DFL N.° 8582 del 30 de diciembre de 1927 (D.O. 28.01.1928), en su artículo 1°, define la provincia de Concepción y sus departamentos: Tomé, Concepción, Yumbel, Coronel y Arauco.
Con Ley n.º 5309 de 4 de diciembre de 1933 se crea el departamento de Talcahuano con la comuna-subdelegación de Talcahuano. La Ley n.º 5401 de 7 de febrero de 1934, restablece la Provincia de Arauco, modificándose la conformación del departamento de Coronel. 
La intendencia de la provincia de Concepción, hasta la reforma de los años 1970, se encontraba al frente de la plaza de la Independencia, en calle Aníbal Pinto.
Con el proceso de regionalización, ocurrido en la década de 1970, se crea la VIII Región del Biobío. Mediante el Decreto Ley n.º 1.213, de 27 de octubre de 1975, se dividieron las regiones del país en provincias, estando compuesta la Región del Biobío por las provincias de Arauco, Biobío, Concepción y Ñuble. Esta última en el 2018 se convirtió en la Región de Ñuble.
La sede de la provincia de Concepción, hasta la reforma de los años 1970, se encontraba al frente de la plaza de la Independencia, en calle Aníbal Pinto.